# Ștircovița
Ștircovița – wieś w Rumunii, w okręgu Mehedinți, w gminie Vlădaia. W 2011 roku liczyła 239 mieszkańców.